# 未来へ… (HIMEKAの曲)
「未来へ…」（みらいへ）は、2010年5月26日に発売されたカナダ出身のアニソンシンガーHIMEKAの3枚目のシングル。

## 解説
表題曲「未来へ…」はテレビアニメ『閃光のナイトレイド』のエンディングテーマとなっている。初回生産限定盤は特典として、テレビアニメのエンディング用バージョンがボーナス・トラックとして収録されている。

## 収録曲
1. 未来へ…
  - 作詞／作曲：小夜、編曲：小夜・ACE
2. Winding Road
  - 作詞／作曲：minato、編曲：nishi-ken
3. 未来へ…　〜Instrumental〜
4. Winding Road 〜Instrumental〜
5. 未来へ… 〜Anime Edit〜 　〈＊初回生産限定盤のみのボーナス・トラック〉

## タイアップ
- テレビアニメ 『閃光のナイトレイド』 エンディングテーマ（＃1）